# سنترتاون وست
سنترتاون وست (انگلیسی: Centretown West) محله ای در اتاوا، انتاریو، کانادا است. در غرب خیابان برونسون، شرق او-ترین خط تریلیوم، شمال خیابان کارلینگ، و جنوب تپه Nanny Goat قرار دارد، که در شمال سامرست است.